# La Vacquerie-et-Saint-Martin-de-Castries
 La Vacquerie-et-Saint-Martin-de-Castries  es una población y comuna francesa, situada en la región de Occitania, departamento de Hérault, en el distrito de Lodève y cantón de Lodève.

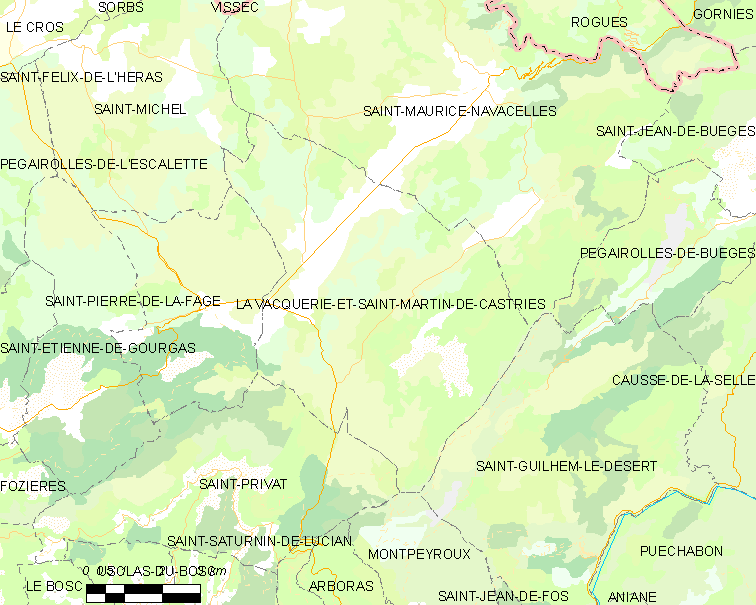
Mapa

## Demografía
| 102 | 109 | 81 | 85 | 103 | 119 | 177 |
| Para los censos de 1962 a 1999 la población legal corresponde a la población sin duplicidades (Fuente: INSEE [Consultar]) |     |    |    |     |     |     |